# شهرستان سایپرس شمالی
شهرستان سایپرس شمالی (به انگلیسی: Rural Municipality of North Cypress) یک منطقهٔ مسکونی در کانادا است که در Municipality of North Cypress – Langford واقع شده‌است. شهرستان سایپرس شمالی ۱٬۸۶۰ نفر جمعیت دارد.